# Miyazaki (prefektura)
Miyazaki (japanski: kanji 宮崎県, romaji: Miyazaki-ken) je prefektura u današnjem Japanu. 
Nalazi se na jugoistoku otoka Kyūshūa, na obalama Tihog oceana. Nalazi se u chihōu Kyūshūu.
Glavni je grad Miyazaki.
Organizirana je u 6 okruga i 26 općina. ISO kod za ovu pokrajinu je JP-45.
1. prosinca 2010. u ovoj je prefekturi živjelo 1,128.412 stanovnika.
Simboli ove prefekture su cvijet hamayua (Crinum asiaticum), drvo kanarske datulje (Phoenix canariensis) i ptica ijimski bakreni fazan (Phasianus soemmerringii ijimae).